# Doryctes coxalis
Doryctes coxalis är en stekelart som först beskrevs av Granger 1949.  Doryctes coxalis ingår i släktet Doryctes och familjen bracksteklar. Inga underarter finns listade i Catalogue of Life.